# Стадион имени Даура Ахвледиани
Га́грский городско́й стадио́н и́мени Дау́ра Ахвледиа́ни — центральный стадион города Гагра. Расположен на проспекте Нартаа.

## История
Стадион был серьёзно повреждён во время грузино-абхазского конфликта, 10 июля 1997 года стадиону было присвоено имя Героя Абхазии Даура Ахвледиани и он был вновь открыт. В 2007 году начата реконструкция: на стадионе планируется установить 1500 пластиковых скамеек, а на футбольном поле провести дренажные работы.

## ConIFA World Football Cup 2016
На стадионе прошли матчи группового этапа Чемпионата мира по футболу ConiFA 2016
.
Тут было сыграно 6 игр группы С и D.